# Ahyi
Ahyi (-137 m n. m.) je aktivní podmořská sopka nacházející se v souostroví Severní Mariany v západním Pacifiku asi 18 km jihovýchodně od ostrova Farallon de Pajaros. Sopka má kuželovitý tvar a její vrchol se nachází 137 m pod mořskou hladinou. První náznaky vulkanické aktivity v oblasti pozorovala posádka rybářské lodě v roce 1979. Poslední erupce byla zaznamenána v roce 2001 ze seismologické stanice na atolu Rangiroa v souostroví Tuamotu.